# Hellstein
Hellstein ist neben Schlierbach, Udenhain, Neuenschmidten, Spielberg und Streitberg einer von sechs Ortsteilen der Gemeinde Brachttal im hessischen Main-Kinzig-Kreis.

## Geographie

### Geografische Lage

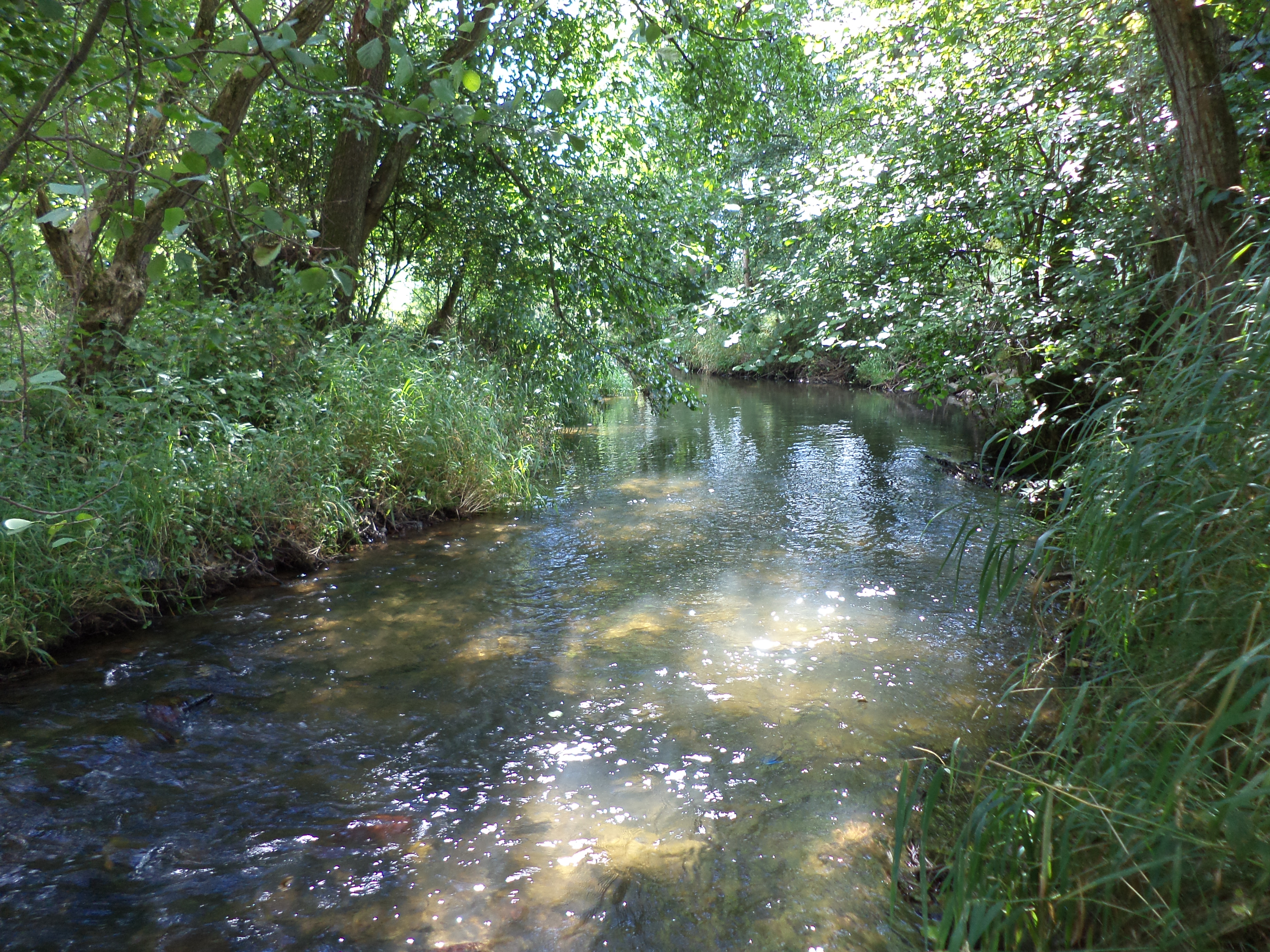
Der Reichenbach bei Brachttal-Hellstein

Hellstein liegt am Reichenbach, der im Norden, aus Richtung Birstein kommend, in das Gemeindegebiet eintritt und es im Süden wieder verlässt, um kurz danach noch den Sotzbach aufzunehmen und in die Bracht zu münden.

### Nachbarorte
Nachbarorte und Gemeinden im Uhrzeigersinn sind: die Kerngemeinde Birstein, deren Ortsteil Untersotzbach, der zu Bad Soden-Salmünster gehörige Ortsteil Katholisch-Willenroth, die Brachttaler Ortsteile Udenhain, Neuenschmidten und Streitberg sowie nördlich der Ortsteil Hitzkirchen der Nachbargemeinde Kefenrod und der Birsteiner Ortsteil Hettersroth.
| Streitberg | Hitzkirchen; Hettersroth                    | Birstein; Untersotzbach |
| Leisenwald | Kompassrose, die auf Nachbargemeinden zeigt | Katholisch-Willenroth;  |
| Spielberg  | Neuenschmidten                              | Udenhain; Bad Soden     |

## Geschichte

### Ortsname
Die älteste überlieferte Namensform des Ortes war Ellenstein (um 900) bzw. in der gleichen Zeit auch Elentenstein. Im Hochmittelalter finden sich die Formen Hellinstein (1323) und Helnsteyn (1384). Danach verfestigt sich zunehmend die moderne Form Hellstein, die auch aus der Landschaft abgeleitet werden kann. Im Wald, am Ortsrand von Hellstein befindet sich eine alte Sandgrube. Dort wurde, bis ins 20. Jahrhundert hinein weißer Quarzsand, im größeren Maßstab abgebaut. Dieser Sand wurde zur Glasherstellung und als Scheuersand für die Holzfußböden in den Häusern genutzt. Auf den hellen (weißen) Sand ist möglicherweise auch der Ortsname Hellstein zurückzuführen.

### Älteste Spuren und Mittelalter
Die älteste bekannte Erwähnung von Hellstein erfolgte um 900 n. Chr. unter dem Namen „Ellenstein“.
Seit 1384 gehört Hellstein zur Grafschaft Isenburg.

### Neuzeit
Durch eine Verwaltungsreform kam Hellstein zum Amt Spielberg. 1773 wurde der Pfarrsitz des Kirchenspiels von Udenhain nach Hellstein verlegt. 1787 wurde das Amt Spielberg zum Gericht Spielberg im Amt Wächtersbach. 1816 gehörte das Amt Spielberg zum Kurfürstentum Hessen und ab 1866 zum Königreich Preußen in der Provinz Hessen-Nassau. Heute gehört Hellstein zum südhessischen Main-Kinzig-Kreis, im ehemaligen Landkreis Gelnhausen.

### Jüdisches Leben in Hellstein

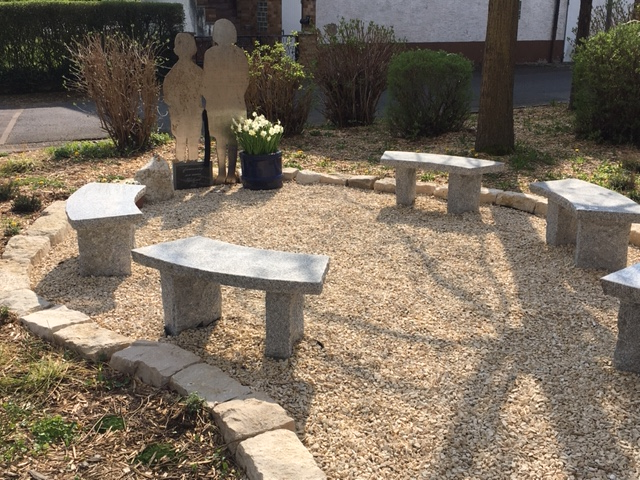
Weißer Garten Hellstein – Mahnmal wider das Vergessen

In Hellstein gab es bis Ende 1938 eine Synagogengemeinde. Die Synagoge mit einem rituellen Bad und angeschlossener jüdischer Schule lag am Oberweg 2. Auch die Juden aus Schlierbach waren der Hellsteiner Synagogengemeinde angeschlossen. Verstorbene Juden aus Hellstein und den umliegenden Gemeinden wurden auf dem Friedhof in Birstein beigesetzt. Gemeindevorsteher waren in den 1930er Jahren Ludwig Moritz und Jonas Grünebaum. Nach der Pogromnacht vom 9. November 1938 verkaufte Jonas Grünebaum sein Haus in Hellstein. Er verließ als letzter Jude den Ort und zog nach Frankfurt. Später wurde die Familie verhaftet und deportiert. Seine Tochter Johanna Grünebaum (* 24. Dezember 1925) wurde 1942, er selber sowie seine Frau Else, geb. Steinberger, 1943 in Auschwitz ermordet. Ihrem Sohn Erich Grünebaum gelang die Flucht in die USA. Er hat dadurch als einziger der Familie Grünebaum überlebt. Auch die jüdische Familie Moritz aus Hellstein war in die USA geflohen. 33 Mitbewohner Hellsteins fielen dem Naziterror zum Opfer. Der „Weiße Garten“, neben der Alten Schule, mit einer Gedenktafel erinnert an sie.

### Wirtschaftsgeschichte
Nördlich von Hellstein befindet sich unterhalb des Sandkopfes (313,2 m NHN) die offen gelassene Sandgrube Hellstein. Die dort vorkommenden blütenweißen Sande, es sind Tertiärsedimente, sie „erreichen im Tagebaubereich eine Mächtigkeit von 45 m und können durch lokale Bohrbefunde um 22 m erweitert werden“. Die Sande spielten über Jahrhunderte hinweg eine große wirtschaftliche Rolle für den Ort und die Region. „In den 1950er und Anfang der 1960er Jahre gab es fast in jedem Hellsteiner Haus ein Fuhrwerk, das für die Sandgruben gefahren ist. Allein vier Schmiede waren im Ort angesiedelt. Eine eigene Feldbahn hat es gegeben, um den Sand aus den Gruben abzutransportieren“. Insbesondere die Waechtersbacher Keramik war seit 1832 ein wichtiger Abnehmer des wertvollen Produktes. Der industrielle Abbau erfolgte bis in die 2. Hälfte des 20. Jahrhunderts – „am 1. Juli 1963 hat der damalige Besitzer, die Quarzwerke Köln, die Arbeit in den Hellsteiner Gruben eingestellt“.

### Hessische Gebietsreform
Zum 1. Juli 1970 entstand im Zuge der Gebietsreform in Hessen, durch den freiwilligen Zusammenschluss der bis dahin selbstständigen Gemeinden Schlierbach, Hellstein und Neuenschmidten, die neue Gemeinde Brachttal. Der Verwaltungssitz befindet sich in Schlierbach.
Für Hellstein, wie für alle eingegliederten ehemals eigenständigen Gemeinden von Brachttal, wurde ein Ortsbezirk mit Ortsbeirat und Ortsvorsteher nach der Hessischen Gemeindeordnung gebildet.

## Bevölkerung
Einwohnerstruktur 2011
Nach den Erhebungen des Zensus 2011 lebten am Stichtag, dem 9. Mai 2011, in Hellstein 1038 Einwohner. Darunter waren 39 (3,8 %) Ausländer. Nach dem Lebensalter waren 183 Einwohner unter 18 Jahren, 447 zwischen 18 und 49, 213 zwischen 50 und 64 und 195 Einwohner waren älter. Die Einwohner lebten in 420 Haushalten. Davon waren 90 Singlehaushalte, 132 Paare ohne Kinder und 159 Paare mit Kindern, sowie 36 Alleinerziehende und 3 Wohngemeinschaften. In 81 Haushalten lebten ausschließlich Senioren und in 276 Haushaltungen lebten keine Senioren.
Einwohnerentwicklung
- 1529: 44 Häuser[2]

| Hellstein: Einwohnerzahlen von 1834 bis 2020 | Hellstein: Einwohnerzahlen von 1834 bis 2020 | Hellstein: Einwohnerzahlen von 1834 bis 2020 | Hellstein: Einwohnerzahlen von 1834 bis 2020 | Hellstein: Einwohnerzahlen von 1834 bis 2020 |
| --- | -------------------------------------------- | -------------------------------------------- | -------------------------------------------- | -------------------------------------------- |
| Jahr |                                              |                                              |                                              | Einwohner                                    |
| 1834 | 1834                                         |                                              | 299                                          | 299                                          |
| 1840 | 1840                                         |                                              | 299                                          | 299                                          |
| 1846 | 1846                                         |                                              | 328                                          | 328                                          |
| 1852 | 1852                                         |                                              | 336                                          | 336                                          |
| 1858 | 1858                                         |                                              | 351                                          | 351                                          |
| 1864 | 1864                                         |                                              | 350                                          | 350                                          |
| 1871 | 1871                                         |                                              | 346                                          | 346                                          |
| 1875 | 1875                                         |                                              | 396                                          | 396                                          |
| 1885 | 1885                                         |                                              | 436                                          | 436                                          |
| 1895 | 1895                                         |                                              | 400                                          | 400                                          |
| 1905 | 1905                                         |                                              | 413                                          | 413                                          |
| 1910 | 1910                                         |                                              | 452                                          | 452                                          |
| 1925 | 1925                                         |                                              | 431                                          | 431                                          |
| 1939 | 1939                                         |                                              | 424                                          | 424                                          |
| 1946 | 1946                                         |                                              | 556                                          | 556                                          |
| 1950 | 1950                                         |                                              | 568                                          | 568                                          |
| 1956 | 1956                                         |                                              | 506                                          | 506                                          |
| 1961 | 1961                                         |                                              | 505                                          | 505                                          |
| 1967 | 1967                                         |                                              | 508                                          | 508                                          |
| 1970 | 1970                                         |                                              | 515                                          | 515                                          |
| 1980 | 1980                                         |                                              | ?                                            | ?                                            |
| 1990 | 1990                                         |                                              | ?                                            | ?                                            |
| 2000 | 2000                                         |                                              | ?                                            | ?                                            |
| 2011 | 2011                                         |                                              | 1.038                                        | 1.038                                        |
| 2020 | 2020                                         |                                              | 998                                          | 998                                          |
| Datenquelle: Historisches Gemeindeverzeichnis für Hessen: Die Bevölkerung der Gemeinden 1834 bis 1967. Wiesbaden: Hessisches Statistisches Landesamt, 1968. Weitere Quellen: ; Zensus 2011 |                                              |                                              |                                              |                                              |

Historische Religionszugehörigkeit
| • 1885: | 383 evangelische (= 87,84 %), 6 katholische (= 1,38 %), 47 jüdische (= 10,78 %) Einwohner |
| • 1961: | 441 evangelische (= 87,33 %), 57 katholische (= 11,29 %) Einwohner                        |

## Politik
Für Hellstein besteht ein Ortsbezirk (Gebiete der ehemaligen Gemeinde Hellstein) mit Ortsbeirat und Ortsvorsteher nach der Hessischen Gemeindeordnung. Der Ortsbeirat besteht aus fünf Mitgliedern. Seit den Kommunalwahlen 2016 gehören ihm ein Mitglied der SPD, ein Mitglied der CDU, ein Mitglied dem Bündnis 90/Die Grünen und zwei Mitglieder der Freien Wähler an. Ortsvorsteher ist Markus Gleiß (FWB).

## Sehenswürdigkeiten und Kultur
Bauwerke
- Backhaus (Hellstein)

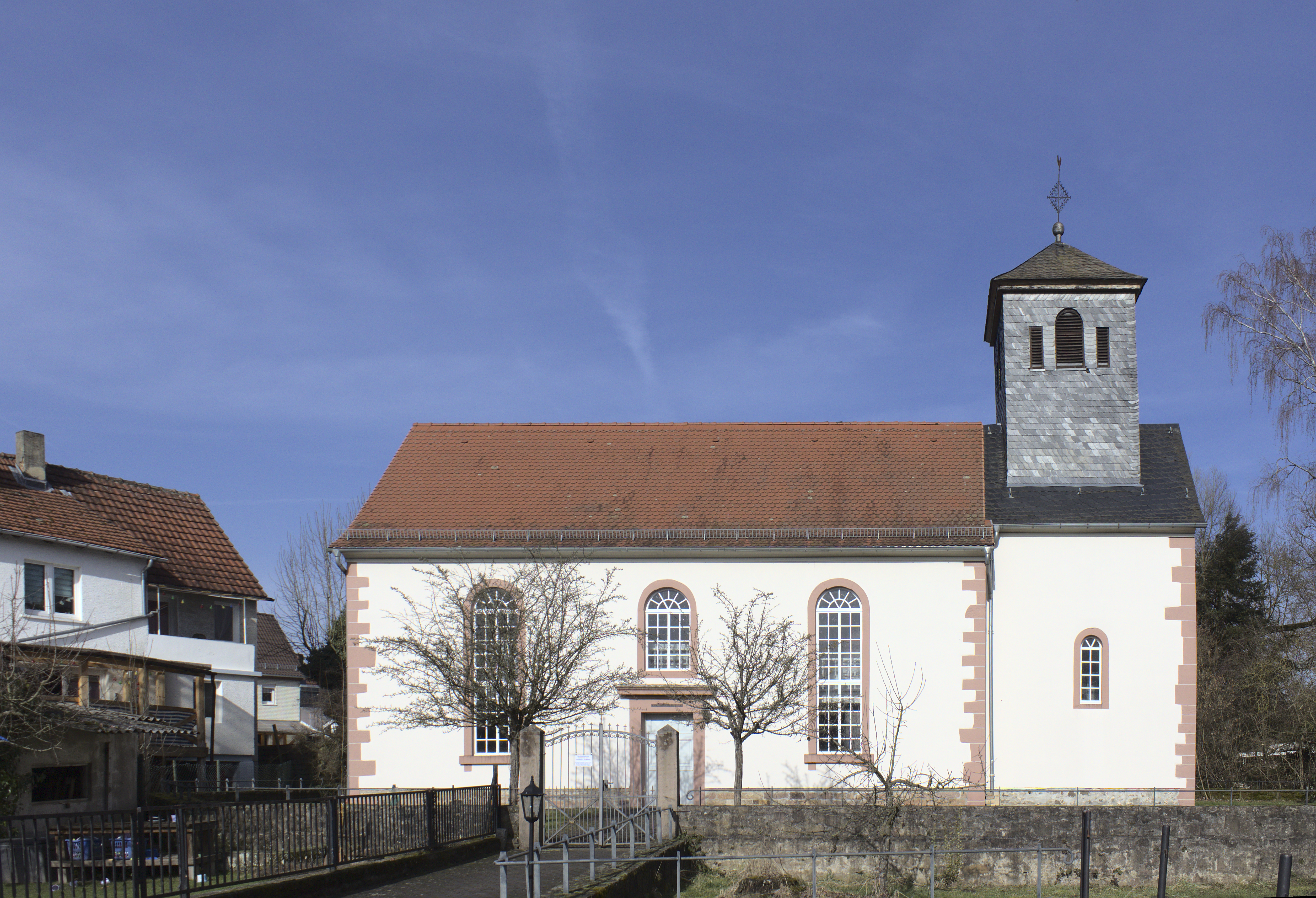
Evangelische Kirche Hellstein

Das Backhaus an der Udenhainer Landstraße ist ein geschütztes Kulturdenkmal.
- Evangelische Kirche Hellstein

In Hellstein gibt es eine evangelische Kirche. Das heutige Gotteshaus wurde 1844 auf den Fundamenten einer Vorgängerkirche erbaut.

## Infrastruktur und Wirtschaft

### Verkehrsanbindung

#### Straße
Durch den Ort führt die Landesstraße 3443, die eine Verbindung zu den Ortsteilen Udenhain im Osten und Neuenschmidten im Westen herstellt. Der nächste Autobahnanschluss ist Bad Orb-Wächtersbach (AS 45) an der A 66 (Frankfurt–Fulda).

#### Bahn
Der nächste Bahnhof befindet sich in Wächtersbach an der Bahnstrecke Fulda–Frankfurt. Hier verkehrt die Regionalbahn, im Bereich Wächtersbach–Frankfurt im Stundentakt. Der Bahnhof ist behindertengerecht ausgebaut.

#### Fahrrad
An Hellstein vorbei führt der Vogelsberger Südbahnradweg von Grebenhain-Hartmannshain nach Wächtersbach. Er verläuft auf der Trasse der ehemaligen Vogelsberger Südbahn. Es besteht auch Anschluss an den Hessischen Radfernweg R3. Dieser führt als „Rhein-Main-Kinzig-Radweg“ von Rüdesheim nach Tann in der Rhön. Ein weiterer Anschluss besteht an den Vulkanradweg.

### Nahverkehr
Ganzjährig verkehren in Hellstein und den anderen Ortsteilen Brachttals mehrere Buslinien der KVG. Sie schafft mit der Linie MKK 71, aber auch MKK 72 und MKK 73 öffentliche Verkehrsanschlüsse zu allen Ortsteilen der Gemeinde Brachttal, nach Wächtersbach mit der Kinzigtalbahn (Hessen) (Bahnhof Wächtersbach) sowie nach Bad Soden-Salmünster und Birstein, weiterhin zum Bahnhof Gelnhausen. Es gilt der Tarif des Rhein-Main-Verkehrsverbundes.

### Bildung

#### Kindertagesstätten
Der nahe Kindergarten Regenbogen im Ortsteil Neuenschmidten verfügt über drei Gruppen, in denen bis zu 55 Kinder ab 3 Jahren bis zum Schulbeginn betreut werden.

#### Schulen
Ende der 1950er Jahre kam die damals noch unabhängige Gemeinde Hellstein, mit den Nachbargemeinden Schlierbach und Neuenschmidten überein, eine größere „Zentralschule“ zu bauen. Die in den Orten vorhandenen „einklassigen Schulen waren in einem schlechten Zustand“. Die neue, an der Grenze zwischen Schlierbach und Neuenschmidten liegende Schule, wurde am 12. Januar 1961 eingeweiht. Schon bald (1966) erfolgte, wegen des raschen Wachstums der Schülerzahl, eine erste Erweiterung; weitere folgten 1990 und 2003. Die Schule entwickelte sich nach und nach von einer Schule mit Primar- und Sekundarstufe zu einer reinen Grundschule.
Die weiterführende Schule für Hellstein, wie für die anderen Brachttaler Ortsteile, ist die im Stadtzentrum von Wächtersbach befindliche kooperative Gesamtschule, die Friedrich-August-Genth-Schule. Hellstein ist, so wie die anderen Ortsteile Brachttals, mit Buslinien an dieses Schulzentrum angebunden.

### Dorfgemeinschaftshaus, Grillhütte, Backhaus
Hellstein verfügt über ein Dorfgemeinschaftshaus in der ehemaligen Schule. Sein großer Saal hat die Größe von 107 m² und fasst bis zu 107 Personen. Ein Nebenraum hat 31 m² und kann bis zu 31 Personen aufnehmen. Neben der kommunalen Nutzung können die Einrichtungen auch für private Veranstaltungen aller Art, Familienfeiern, Präsentationen, Seminare und Ähnliches gebucht werden.
Der Ort verfügt auch über eine Grillhütte und ein Backhaus.

### Feuerwehr
Die Freiwillige Feuerwehr Hellstein wurde bereits 1888 gegründet. 1991 kam die Jugendfeuerwehr und 2008 eine Bambinigruppe hinzu. Heute verfügt die Einsatzabteilung über 28 Personen, die Jugendfeuerwehr über 11 Personen und die Kindergruppe zählt 10 Mitglieder.
Die Einsatz- und Gefahrenschwerpunkte liegen bei:
- B 276 und L 3443
- Sägewerk Langlitz
- Überörtliche Einsätze mit der Wärmebildkamera
- technische Hilfeleistung VU.

## Freizeit und Sport

### Wandern
Durch Hellstein führt eine der „Spessartfährten“: Brachttaler Steingut-Panorama. Es ist einer von neun Rundwanderwegen seiner Art und streift, bis auf Udenhain alle Ortsteile Brachttals. Der Wanderweg ist rund 12 km lang, wird als leicht eingestuft und berührt viele Sehenswürdigkeiten der Kommune.

## Mit Hellstein verbundene Persönlichkeiten und Familien
- Erich Grünebaum (später Eric Greene) (* 7. Juli 1928; † 19. März 2020) war einer von wenigen Überlebenden der Hellsteiner jüdischen Gemeinde. 1941 in die USA geflohen, behielt der ehemalige Hellsteiner Bub ein Leben lang Kontakt zu seiner alten Heimat.